# Giallo scuolabus
Il giallo scuolabus è un colore il cui nome deriva dagli scuolabus statunitensi, che adottano appunto questa particolare tonalità di giallo sin dal 1939. Fu il professor Frank W. Cyr, in una conferenza tenuta nell'aprile di quell'anno a New York per dettare le norme costruttive degli scuolabus, a indicare l'utilizzo di questa particolare tonalità di giallo per i mezzi, dandogli indirettamente anche il nome. Il giallo fu scelto perché il contrasto con le scritte nere è particolarmente visibile, anche in assenza di una buona illuminazione.